# Seabraellus gracilis
Seabraellus gracilis är en skalbaggsart som beskrevs av Hüdepohl 1985. Seabraellus gracilis ingår i släktet Seabraellus och familjen långhorningar. Inga underarter finns listade i Catalogue of Life.